# Деревообработка

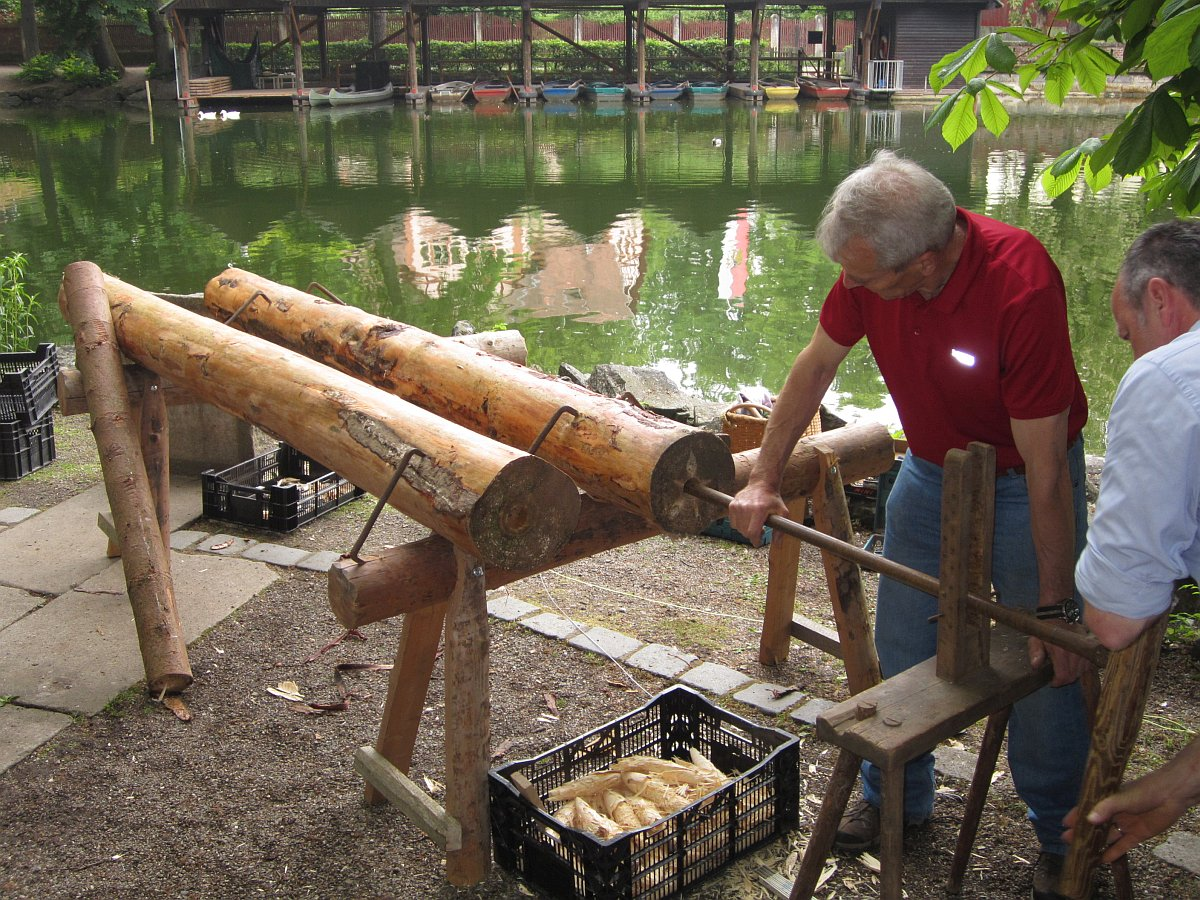
Процесс высверливания отверстия в бревне

Де́ревообрабо́тка — технологические процессы, применяемые при обработке древесины и древесных материалов для придания им определённых размеров, формы и качества, а также для получения готовых изделий. Включает: резание, гнутьё, склеивание, сборку и отделку. Деревообработку  выполняют с помощью различных деревообрабатывающих инструментов и машин. Продукция деревообработки: материалы и полуфабрикаты – доски, бруски, фанера, древесные плиты; готовые изделия – дерев. конструкции и сооружения, обозные и бондарные изделия, мебель, музыкальные инструменты, спортивный инвентарь, канцелярские принадлежности, контейнеры, поддоны и др. В кустарной и ремесленной форме деревообработка существовала с давних времён.

## Механическая обработка древесины

Строгание

- прессование
- гнутье древесины
- пиление
- строгание
- долбление
- точение

### Гидротермическая обработка древесины
- сушка
- пропаривание
- пропитка
- инфракрасная сушка[1]

### Отделка древесины
- Морение
- Вощение
- Браширование
- Лакирование
- Покрытие шеллачной политурой

## Классификация деревообрабатывающих производств

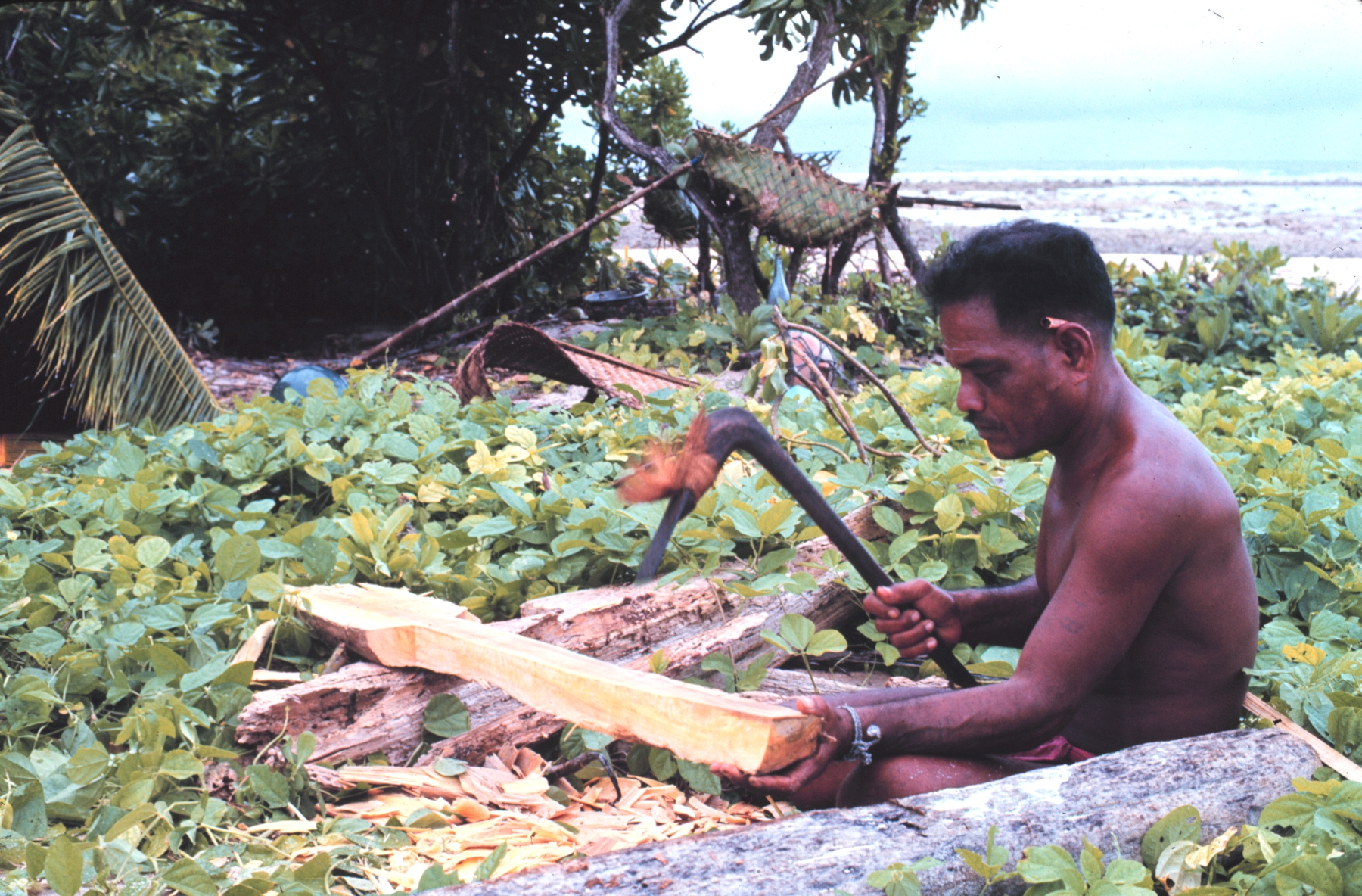
Микронезиец с острова Тоба изготавливает весло при помощи тесла.

### Предприятия по первичной обработке древесины

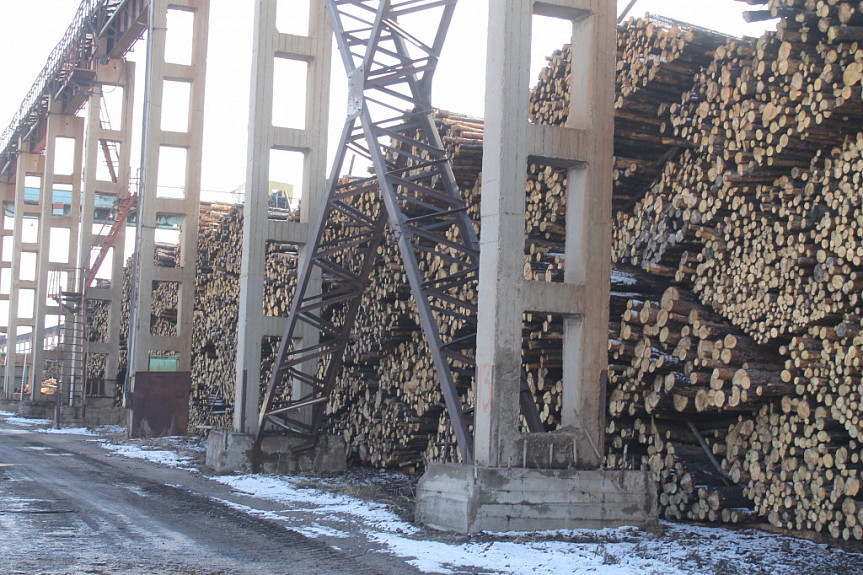
Склад древесины на картоной фабрике. Бурятия, Россия

Предприятия по первичной обработке древесины — это предприятия, производящие пиломатериалы, шпон, фанеру, древесно-стружечные, древесноволокнистые и другие виды древесных плитных материалов. Основным видом сырья для таких предприятий являются лесоматериалы.

### Предприятия по вторичной обработке древесины
Предприятия по вторичной обработке древесины в качестве основного сырья используют продукцию предприятий по первичной обработке древесины и выпускают мебель и элементы мебели (ножки, столешницы, фасады, фурнитура); столярно-строительные изделия (окна, двери, доски пола, плинтусы, галтели); деревянные музыкальные инструменты; корпуса и футляры различного назначения (для часов, микроскопов и пр.), деревянные суда; детали и изделия для оборудования теплоходов, железнодорожных вагонов, автомашин, сельскохозяйственных машин; спортивный инвентарь, деревянную тару и другое.